# مورگان فیرچایلد
مورگان فیرچایلد (انگلیسی: Morgan Fairchild؛ زاده ۳ فوریهٔ ۱۹۵۰) یک هنرپیشه اهل ایالات متحده آمریکا است.
از فیلم‌ها یا برنامه‌های تلویزیونی که وی در آن نقش داشته‌است می‌توان به یک پایان عالی اشاره کرد.